# AFC Women's Champions League
La AFC Women's Champions League es la máxima competición de clubes de fútbol femenino de Asia. En ella participan los mejores clubes de los países afiliados a la Confederación Asiática de Fútbol (AFC). El torneo se estableció en 2024.

## Historia
El concepto de una competición asiática de clubes femeninos se recomendó por primera vez en 2018. Al año siguiente, se celebró la edición inaugural de la Liga de Campeones Femenina de la AFC, un campeonato piloto de clubes femeninos para equipos asiáticos, como un torneo de ida y vuelta entre cuatro equipos.
En 2023, se dio a conocer el formato de la nueva competición de clubes denominada AFC Women's Champions League. A partir de la edición 2024-25, la competición incluye una fase preliminar, una fase de grupos de doce equipos y una fase eliminatoria. Cada asociación puede inscribir a un equipo. En las cuatro primeras temporadas, habrá una inscripción por asociación miembro participante, con una asignación basada en la Clasificación de Competiciones de Clubes Femeninos de la AFC, que combinará el rendimiento de sus clubes en la AFC Women's Champions League y la última Clasificación Mundial Femenina de la FIFA de la siguiente manera:
- hasta 2027-28: 70% puntos club + 30% puntos selección nacional;
- de 2028-29 a 2029-30: 90% puntos club + 10% puntos selección nacional;
- de 2030-31 en adelante: 100% puntos del club

## Premios
A partir de la temporada 2024-25, la distribución de los premios en metálico es la siguiente.
- Fase de grupos: 100.000 dólares
- Cuartos de final: 80.000 dólares
- Semifinales: 120.000 dólares
- Subcampeón: 500.000 dólares
- Campeones: 1.000.000 de dólares

## Campeones
| Edición | Año     | Campeones     | Subcampeones            | Sede  | Número de equipos |
| ------- | ------- | ------------- | ----------------------- | ----- | ----------------- |
| 1       | 2024-25 | Wuhan Jiangda | Melbourne City W. F. C. | Wuhan | 21                |